# Ильхан, Чолпан
Чолпан Ильхан (тур. Çolpan İlhan; 8 августа 1936, Измир, Турция — 25 июля 2014, Стамбул, Турция) — турецкая актриса театра и кино. В 1998 году ей было присвоено звание «Государственный артист Турции». За свою карьеру сыграла более чем в 300 фильмах, телесериале Тлеющий кокон и театральных постановках.

## Биография
Родилась 8 августа 1936 года в Измире, в детстве вместе с родителями переехала в Стамбул, где она поступила в школу для девочек, которая вскоре и окончила школу. Этому городу будущая актриса посвятила всю свою долгую и плодотворную жизнь. Затем изучала театральное искусство в стамбульской школе драмы, а также рисование в Стамбульской государственной академии изящных искусств.
В 1957 году снялась в своём первом фильме «Kamelyalı Kadın», снятом по мотивам романа «Дама с камелиями». В том же году она впервые сыграла в пьесе «Sevgili Gölge» в театре «Küçük Sahne». Затем в течение трёх лет играла в пьесе «Tersine Dönen Şemsiye» в театре Ода. В середине 1960-х годов вернулась в кинематограф. Снималась в кино до конца 1970-х годов, сыграла более чем в 300 фильмах.
В 2005 году после долгого перерыва вернулась в кинематограф и сыграла одну из главных ролей в телесериале Тлеющий кокон, который стал последним телесериалом в её карьере.
Скончалась 25 июля 2014 года в Стамбуле в своем доме. Похоронена на кладбище Зинджирликую.

### Личная жизнь
Брат Чолпан Ильхан — турецкий поэт и писатель Аттила Ильхан. В 1959 Чолпан Ильхан вышла замуж за актёра Садри Алышика, их брак длился вплоть до смерти последнего в 1995 году.

## Фильмография
- Kamelyalı Kadın (1957)
- Ak Altın (1957)
- Yaşamak Hakkımdır (1958)
- Bir Şoförün Gizli Defteri (1958)
- Asi Evlat (1958)
- Zümrüt (1959)
- Yalnızlar Rıhtımı (1959)
- Şeytan Mayası (1959)
- Kalpaklılar (1959)
- Hayatım Sana Feda (1959)
- Sepetçioğlu (1961)
- Avare Mustafa (1961)
- Cumbadan Rumbaya (1961)
- Aşkın Saati Gelince (1961)
- In der Hölle ist noch Platz (1961)
- Allah Cezanı Versin Osman Bey (1961)
- Ver Elini İstanbul (1962)
- Sonbahar Yaprakları (1962)
- İkimize Bir Dünya (1962)
- Zorla Evlendik (1963)
- Temem Bilakis (1963)
- Korkusuz Kabadayı (1963)
- Kamil Abi (1963)
- Bütün Suçumuz Sevmek (1963)
- Barut Fıçısı (1963)
- Turist Ömer (1964)
- Şu Kızların Elinden (1964)
- Ahtapotun Kolları (1964)
- Zennube (1965)
- Yankesicinin Aşkı (1965)
- Tamirci Parçası (1965)
- Komşunun Tavuğu (1965)
- Kocamın Nişanlısı (1965)
- Bir Garip Adam (1965)
- Berduş Milyoner (1965)
- Şakayla Karışık (1965)
- Ekmekçi Kadın (1965)
- Seven Kadın Unutmaz (1965)
- Turist Ömer Dümenciler Kralı (1965)
- Turist Ömer Almanya’da (1966)
- Siyah Gül (1966)
- Namus Kanla Yazılır (1966)
- Kıskanç Kadın (1966)
- Kenar Mahalle (1966)
- İdam Mahkumu (1966)
- El Kızı (1966)
- Boyacı (1966)
- Allahaısmarladık (1966)
- Kolejli Kızın Aşkı (1966)
- Sokak Kızı (1966)
- Zehirli Hayat (1967)
- Yıkılan Gurur (1967)
- Sinekli Bakkal (1967)
- Marko Paşa (1967)
- Akşamcı (1967)
- Ağlayan Kadın (1967)
- Ağır Suç (1967)
- Kaderin Cilvesi (1967)
- Hicran Gecesi (1968)
- Cemile (1968)
- Sonbahar Rüzgarları (1969)
- Kaldırım Çiçeği (1969)
- İnleyen Nağmeler (1969)
- İki yetime (1969)
- Galatalı Fatma (1969)
- Talihsiz Yavru Fatoş (1970)
- Aşk-ı Memnu (1974)
- Seni Kalbime Gömdüm (1982)
- İlk Aşk (1997) * Ağaçlar Ayakta Ölür (2000)
- Tatlı Hayat (2001)
- Dansöz (film)|Dansöz (2001)
- Зелёный свет (2002)
- Тлеющий кокон (2005—2006)